# Kiss Symphony: Alive IV
Albums de Kiss
The Very Best of Kiss
(2002) Kiss Alive 35
(2008)
Kiss Symphony: Alive IV est un album live du groupe Kiss sorti en 2003, quatrième live de la série Alive. Le concert a été enregistré le 28 février 2003 avec l'orchestre symphonique de Melbourne, les arrangements ont été réalisés par David Campbell, qui a également conduit l'orchestre symphonique de Melbourne.
Premier album publié sous Kiss Records et Sanctuary Records. Trois des membres originaux du groupe sont présents sur cet album, Paul Stanley, Gene Simmons et Peter Criss. Ace Frehley a de nouveau quitté le groupe et a été remplacé pour la première fois par le guitariste Tommy Thayer (Black 'n Blue).
Les membres de l'orchestre symphonique de Melbourne qui ont accompagné Kiss lors de ce concert, étaient maquillés comme les membres du groupe.

## Composition du groupe
- Paul Stanley – guitare rythmique & acoustique, chants
- Gene Simmons – basse & basse acoustique, chants
- Tommy Thayer – guitare solo & acoustique, chœurs
- Peter Criss – batterie, chœurs, chants principale sur Beth et Black Diamond

## Liste des titres

### Disque 1
| 1. | Deuce                    | Gene Simmons                 | 4:14 |
| 2. | Strutter                 | Paul Stanley, Gene Simmons   | 3:22 |
| 3. | Let Me Go, Rock 'n' Roll | Paul Stanley, Gene Simmons   | 6:09 |
| 4. | Lick It Up               | Paul Stanley, Vinnie Vincent | 5:12 |
| 5. | Calling Dr. Love         | Gene Simmons                 | 3:30 |
| 6. | Psycho Circus            | Paul Stanley, Curt Cuomo     | 5:12 |

| 7.  | Beth                | Peter Criss, Stan Penridge, Bob Ezrin | 3:40 |
| 8.  | Forever             | Paul Stanley, Michael Bolton          | 3:50 |
| 9.  | Goin' Blind         | Gene Simmons, Stephen Coronel         | 3:38 |
| 10. | Sure Know Something | Paul Stanley, Vini Poncia             | 4:20 |
| 11. | Shandi              | Paul Stanley, Vini Poncia             | 3:39 |

### Disque 2
| 1.  | Detroit Rock City            | Paul Stanley, Bob Ezrin                           | 4:49 |
| 2.  | King of the Night Time World | Paul Stanley, Bob Ezrin, Kim Fowley, Mark Anthony | 3:30 |
| 3.  | Do You Love Me               | Paul Stanley, Bob Ezrin, Kim Fowley               | 4:10 |
| 4.  | Shout It Out Loud            | Paul Stanley, Gene Simmons, Bob Ezrin             | 4:09 |
| 5.  | God of Thunder               | Gene Simmons                                      | 4:26 |
| 6.  | Love Gun                     | Paul Stanley                                      | 4:25 |
| 7.  | Black Diamond                | Paul Stanley                                      | 7:11 |
| 8.  | Great Expectations           | Gene Simmons, Bob Ezrin                           | 4:19 |
| 9.  | I Was Made for Lovin' You    | Paul Stanley, Desmond Child, Vini Poncia          | 4:59 |
| 10. | Rock and Roll All Nite       | Paul Stanley, Gene Simmons                        | 7:21 |